# メレス・ゼナウィ
メレス・ゼナウィ・アスレス（アムハラ語: መለስ ዜናዊ, ラテン文字転写: Meles Zenawi Asres, 1955年5月8日 - 2012年8月20日）は、エチオピアの政治家。同国暫定大統領（1991年-1995年）、首相、エチオピア人民革命民主戦線（EPRDF）書記長、アフリカ統一機構議長などを歴任した。

## 人物
1955年にアドワで生まれる。神童の誉れが高く、繰り上げで入学したウィンゲート将軍高校を首席で卒業したことからエチオピア帝国皇帝ハイレ・セラシエ1世から奨学金を与えられた。1973年からハイレ・セラシエ大学（現・アディスアベバ大学）で医学を学ぶも1974年のクーデターを機に学業を断念して中退。1975年に反政府組織であるティグレ人民解放戦線 (TPLF) に参加し、1985年にはTPLFの前衛党としてホッジャ主義を掲げたティグレ・マルクス・レーニン主義連盟（MLLT）を結成した。1989年5月にはTPLFの議長を兼任して他のゲリラ組織とともに結成したエチオピア人民革命民主戦線 (EPRDF) の書記長に就任。1991年5月にはメンギスツ・ハイレ・マリアム率いるエチオピア労働者党独裁政権を倒し、7月23日に暫定大統領となる。
1995年に議院内閣制の憲法が正式に制定されると8月22日に首相に就任。15年以上に及ぶ在任でエチオピアをアフリカで最も経済成長する国の1つにしたが、政治面では権威主義的な統治を行い、少数民族の抑圧や報道規制・野党の活動規制などを強め人権団体からは「アフリカ最大の人権抑圧者」などと非難を受けてきた。
2003年に日本の国士舘大学より名誉博士号を贈呈された。
2012年1月28日、中華人民共和国の援助でアディスアベバに建設されたアフリカ連合本部の落成式に出席して「西洋と異なる中国モデルによるアフリカの復興の象徴」と絶賛。同年8月20日に死去。57歳没。感染症の治療でベルギー滞在中だった。

## 政策
エチオピア飢饉やメンギスツ政権下の圧政による経済的疲弊から脱するため、ゼナウィは政府企業の民営化、共同農場の終了、土地法の改革、外国投資法（外資の整備）が実施された。
第三次政権以降はセメント不足が深刻化したが、東ゴジャム地域でのセメント工場への投資を含む状況を安定させるために50億ドルを投資した。
民族紛争を抑えるためにも、ゼナウィは民族連邦主義と呼ばれる考えをエチオピアに齎そうとした一人である。民族連邦主義について2つの基本的な見解があると主張し「それが脅威だと思えばそうなるし、利益だと思えばそうなるだろう」「経済が成長し、エチオピアの同化プロセスがその役割を果たすにつれて、民族性はそれほど問題ではなくなるだろう」と結論づけた。